# 恒春半插花
恒春半插花（学名：Hemigraphis primulifolia）是爵床科半柱花属的植物。分布于台湾岛、印度尼西亚、菲律宾等地，目前尚未由人工引种栽培。

## 别名
报春半插花